# Ciclotel
Team Ciclotel is een Belgische vrouwenwielerploeg die in 2020 deel uitmaakte van het peloton. Na een seizoen werd de stekker uit de ploeg getrokken.

## Geschiedenis
Het team werd gebouwd rond enkele Belgische en Nederlandse rensters, zoals Kim de Baat, Sara Van de Vel en Kirstie van Haaften. Daarnaast werden ook enkele buitenlandse rensters aangetrokken, zoals de Britse Hayley Simmonds, de Portugese kampioene Daniela Reis en de Ierse kampioene Alice Sharpe. De Nederlandse Bryony van Velzen verliet de ploeg per 1 juli. De ploeg reed met name Belgische wedstrijden, waaronder de World-Tourkoersen Waalse Pijl, Luik-Bastenaken-Luik en de Ronde van Vlaanderen. De beste uitslagen waren top 10-plaatsen van Van Velzen in de Vuelta Comunitat Valenciana en van De Baat in de GP Euromat.

## Team 2020
| Naam                | Geboortedatum | Vorige ploeg            |
| ------------------- | ------------- | ----------------------- |
| Kim de Baat         | 29-05-1991    | Doltcini-Van Eyck Sport |
| Stéphanie Duprez    | 25-08-1987    |                         |
| Kirstie van Haaften | 21-01-1999    | Health Mate-Cyclelive   |
| Valeriya Kononenko  | 14-05-1990    | Lviv Cycling Team       |
| Olha Kulynych       | 01-01-2000    |                         |
| Maroesjka Matthee   | 10-01-1989    |                         |
| Daniela Reis        | 06-04-1993    | Doltcini-Van Eyck Sport |
| Alice Sharpe        | 03-05-1994    | World Cycling Center    |
| Hayley Simmonds     | 22-07-1988    | BTC City Ljubljana      |
| Sara Van de Vel     | 06-08-1994    |                         |
| Bryony van Velzen   | 14-05-1996    | Doltcini-Van Eyck Sport |